# Bembidion lenae
Bembidion lenae är en skalbaggsart som beskrevs av Csiki. Bembidion lenae ingår i släktet Bembidion och familjen jordlöpare. Inga underarter finns listade i Catalogue of Life.